# Japoeulepis amioi
Japoeulepis amioi is een borstelworm uit de familie Eulepethidae. Het lichaam van de worm bestaat uit een kop, een cilindrisch, gesegmenteerd lichaam en een staartstukje. De kop bestaat uit een prostomium (gedeelte voor de mondopening) en een peristomium (gedeelte rond de mond) en draagt gepaarde aanhangsels (palpen, antennen en cirri).
Japoeulepis amioi werd in 1974 voor het eerst wetenschappelijk beschreven door Imajima.